# Bola de pescado
Las bolas o albóndigas de pescado chinas son un plato común del sur de China y de sus comunidades en el extranjero. Como sugiere el nombre, se trata de bolas hechas de carne de pescado que ha sido finamente picada. Se trata de un alimento procesado hecho de surimi (魚漿).

## Terminología
En los puestos callejeros y dai pai dong de Hong Kong se les llama 魚蛋 (literalmente ‘huevos de pescado’). En Singapur y Malasia es más frecuente usar 魚丸 (yú wán) y 鱼圆 (yú yuán).

## Producción
Casi todas las albóndigas (de cerdo, ternera, pescado, pollo, etc.) hechas en Asia difieren significativamente en la textura de sus equivalentes de origen europeo. En lugar de picar la carne y formar las bolas, la carne se machaca, siendo también a menudo el caso de los rellenos de los platos al vapor. Este proceso es lo que proporciona una textura suave a las albóndigas. A diferencia del picado, el machacado desenrolla y estira las fibras previamente enrolladas y enredadas de la carne.

## Hong Kong

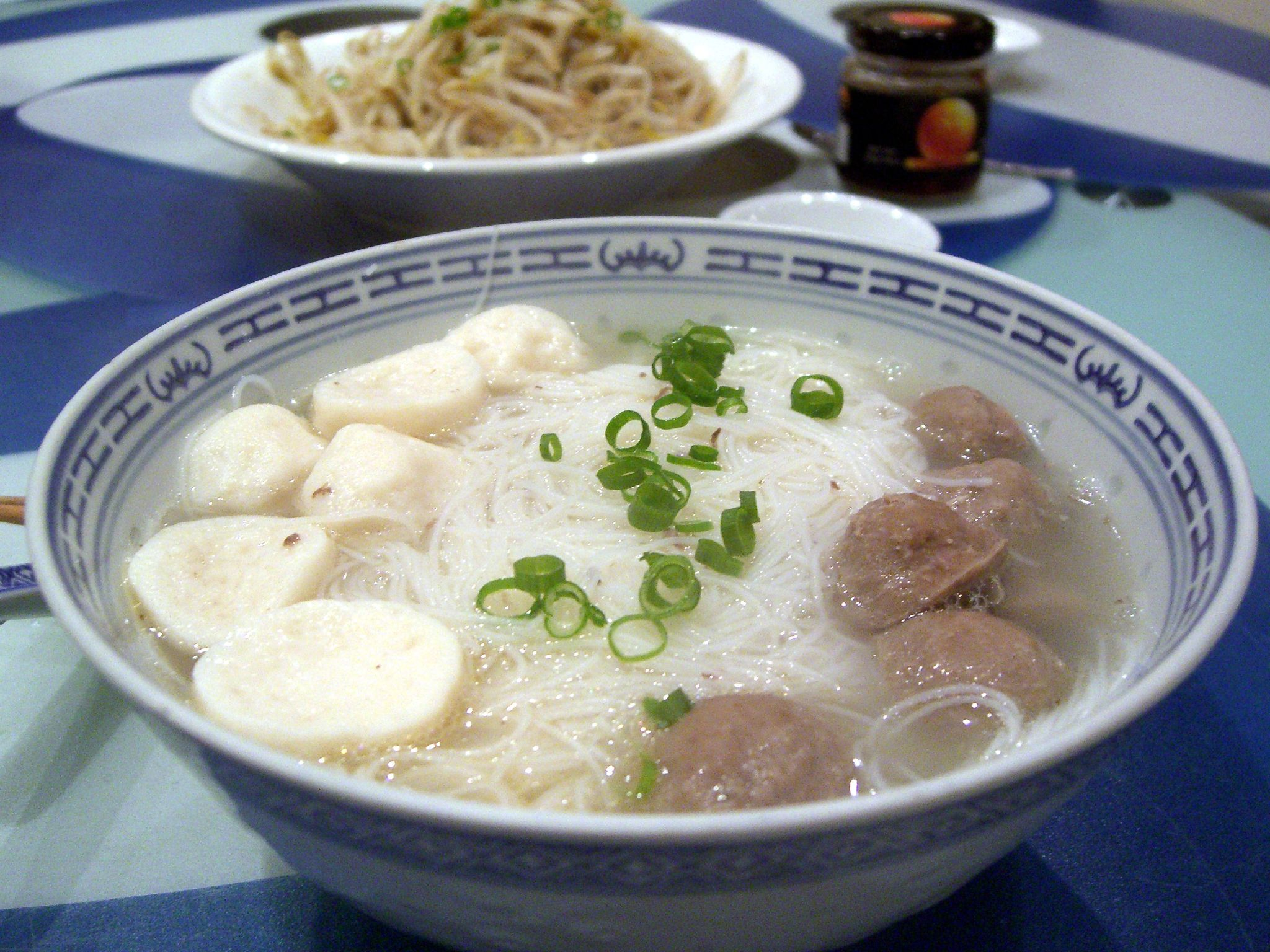
Vermicelli de arroz con bola de pescado y ternera.

Hay dos tipos de albóndigas de pescado en Hong Kong. Una es de menor tamaño, color amarillo, suele hacerse con carne barata y se venden en pinchos de bambú con 5 a 7 unidades. Este tipo de elaboración suele venderse en tenderetes específicos, que son muy abundantes y venden únicamente este plato. Las bolas de pescado pueden ser picantes (llamadas a menudo bolas de pescado al curry) o no. Es una de las más populares y representativas comidas callejeras (街頭熟食) de Hong Kong.
El otro tipo es de mayor tamaño, color blanco, hecha con pescado más caro y tiene una textura y sabor considerablemente diferentes. Este tipo de albóndiga suele comerse con fideos en restaurantes de estilo Chaoshan y en algunos cha chaan tengs, que también venden bolas de ternera (牛丸) y calamar (墨魚丸). Se venden preparadas en mercados tradicionales y supermercados, siendo también un ingredientes popular del hot pot.
Un proveedor famoso y popular de bolas de pescados en caldo es On Lee Fish Ball Noodles, en Shau Kei Wan.

## Tailandia
En Tailandia las bolas de pescados son muy populares. Suelen freírse o asarse a la parrilla para comerse como aperitivo. En restaurantes de influencia china, las bolas de pescado se cocinan en sopas de fideo y vienen en muchas variedades.

## Malasia peninsular y Singapur
Las bolas de pescado se preparan de muchas formas en la Malasia peninsular y Singapur. Pueden servirse con sopa y fideos como en el estilo de Chaoshan o con yong tau foo. También hay un tipo llamado bola de pescado Fuzhou que tiene un relleno de cerdo.

## Filipinas
El tipo de bolas de pescado más consumido en Filipinas se conoce coloquialmente como fishballs (bolas de pescado) simplemente. Es algo plano en forma y lo más habitual es que esté hecho de calamar o abadejo y se sirve con una salsa agripicante o una salsa agridulce negra espera.
Las bolas de pescado se venden en la calle en carritos de madera donde se fríen. Se sirven en pincho, dándose a elegir entre tres salsas para mojar: agria (de color naranja pálido; vinagre, agua, cebolla y ajo picados), dulce (de color marrón; maicena, kétchup de plátano, azúcar y sal) y agripicante (de color ámbar o naranja oscuro; hecha añadiendo muchos pimientos chiles picantes pequeños a la dulce). Las salsas oscuras son raras al estar basadas en salsa de soja y resultar ésta cara para los vendedores callejeros.